# Vitriole

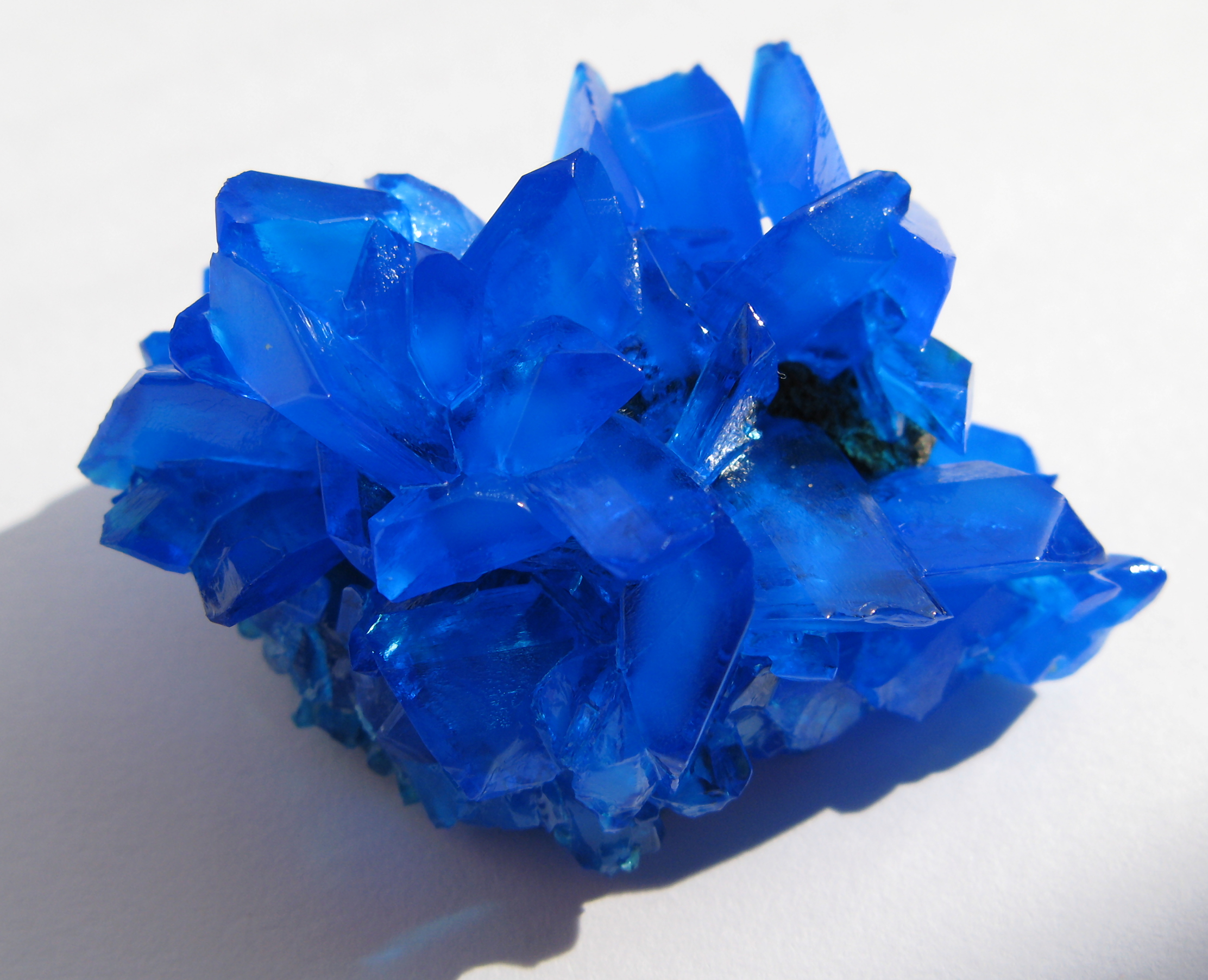
Kupfer- oder blaues Vitriol, das Mineral (Chalkanthit)

Vitriol (lateinisch Vitriolum; in alten Texten auch Victril oder Victriolum) ist ein Trivialname für die kristallwasserhaltigen Sulfate (Salze der Schwefelsäure) von zweiwertigen Metallen, zum Beispiel Zink- oder weißes Vitriol (Zinksulfat, ZnSO4 · 7 H2O, das Mineral Goslarit), Eisen- oder grünes Vitriol (Eisen(II)-sulfat, FeSO4 · 7 H2O, das Mineral Melanterit) und Kupfer- oder blaues Vitriol (Kupfersulfat, CuSO4 · 5 H2O, das Mineral Chalkanthit). Eine veraltete Bezeichnung ist Galitzenstein. Ein Gemisch aus Kupfervitriol und Eisenvitriol wird auch als Adlervitriol bezeichnet. Eisen- bzw. Kupfervitriol wurde früher lateinisch auch Atrament(um) und Atriment genannt.

## Herkunft der Bezeichnung
Bis zum Anfang der Neuzeit nannte man die Vitriole, insbesondere Eisenvitriol und Kupfervitriol oder ein Gemisch der beiden, Atriment oder Atrament oder auf Lateinisch auch Atramentum sutorium „Schusterschwärze“ auf Kupfer/Eisenvitriol-Basis (laut Zekert bezogen auf das aus Grubenwässern stammende unreine Kupfervitriol), weil sie hauptsächlich zur Lederschwärzung genutzt wurden, oder chalcanthum (von altgriechisch χαλκός chalkós „Kupfer“ und ἄνθος ánthos „Blume, Blüte“‚ also „Kupferblume oder Kupferblüte“) und in deutscher Sprache auch galitzenstein. Die Bezeichnung Vitriolum (von lateinisch vitreolus, vitriolus „gar fein gläsern“, zu vitrum „Glas“) taucht zuerst im 8. Jahrhundert in einer lateinischen Übersetzung der Compositiones ad tingenda und dann wieder in dem Werk Mineralia des Albertus Magnus als atramentum viride quod a quibusdam vitreolum vocatur – „die grüne Lederschwärze, die von einigen die gläserne genannt wird“ auf. Die deutschsprachige Bezeichnung Vitriol soll erst im 12. Jahrhundert entstanden sein. Der Name des Vitriols erklärt sich daher, dass die Kristalle grünem Glas ähneln. Noch Georgius Agricola benutzte im Jahre 1546 in De natura fossilium die Bezeichnung atramentum mit dem Vermerk, dass sich vitriolum zu verbreiten beginne. Als Atrament bezeichnete man zudem das Gemisch aus Kupfersulfat (Kupfer-II-Sulfat) und Eisensulfat bzw. deren kristallbildenden Hydraten, die in Wasser gelöst dieses dunkel färben.
Die Bezeichnung Galitzenstein deutete Gerhard Eis als galicischer Stein – für ihn ein Hinweis darauf, dass Vitriole im Mittelalter hauptsächlich aus Spanien bezogen wurden.
Von Vitriol leitet sich auch Vitriolöl als Bezeichnung für Schwefelsäure ab, die früher aus Eisenvitriol hergestellt wurde und woraus auch (insbesondere durch Valerius Cordus) das bereits 1275 angeblich von Ramon Lull (bzw. Pseudo-Lull) entdeckte „süße Vitriol“ (oleum vitrioli dulce), später „Schwefeläther“ oder kurz Äther genannt, gewonnen wurde.

## Vorkommen, Gewinnung

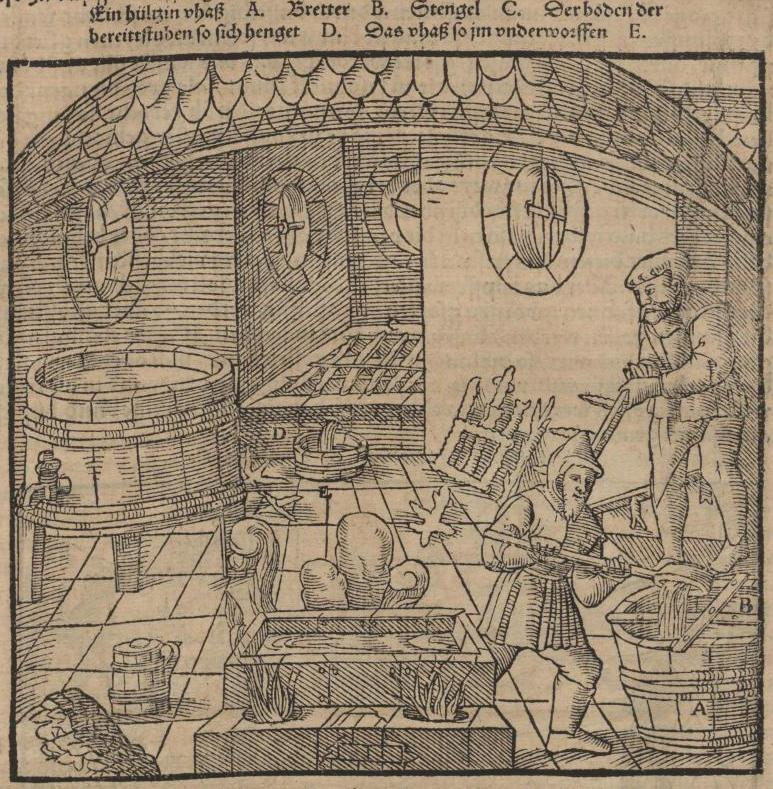
Vitriolgewinnung nach Georgius Agricola: Auslaugen mit Heißwasser vorn rechts (A), Ausfällung des Vitriols in der „Bereitstube“ (C) und Abstich des Vitriolschlamms (D), Siedeofen zur Verdampfung des Restwassers vorn Mitte (E).

Vitriole kommen als Oxidationsprodukte in sulfidischen Buntmetall-Erzlagerstätten vor. Sie werden durch Auffangen der vitriolhaltigen Sickerwässer und durch Auslaugen von verwittertem, oxidiertem Buntmetallerz gewonnen. Dieses Verfahren beschrieb zuerst Georgius Agricola in seinem 1556 erschienenen Werk De re metallica. Eisenvitriol wird auch aus der Restlösung gewonnen, die nach Abscheiden von Kupfer aus kupfersulfathaltigen Wässern durch Zementation mit metallischem Eisen anfallen.

## Verwendung
Vitriole wurden und werden für verschiedene Zwecke verwendet:
- Eisenvitriol in der Stofffärberei (Eisenbeizen, Indigoküpe), zur Herstellung verschiedener Farbstoffe (z. B. Berliner Blau zur Schwarzfärbung von Leder), zur Herstellung von Tinte (Eisengallustinte) und zur Desinfektion;
- Kupfervitriol zur Desinfektion, zur Holzimprägnierung, zur Konservierung von Tierhäuten als Balgen bis zur Verarbeitung zu Leder und in der Taxidermie, zur Beizung von Getreidesaat, zur Bekämpfung von Pflanzenkrankheiten (Bordeauxbrühe im Weinbau), zur Unkrautbekämpfung, zur Herstellung von Mineralfarben und organischen Farbstoffen und als Brechmittel;
- Zinkvitriol in der Kattundruckerei.

## Bedeutung in der Alchemie
Die Obristn Stück/ spricht Hermes reich/

Die seyn den Vntersten gantz gleich:

Wann jemand wünscht (mit kunst und sterck.)

Zu vollbringen solch Wunderwerck.

Die hrumblauffend Planeten schön

Siht man am hohen Himmel stehn:

Diesen ist auch gar gleich die Erd

Mit jhrn Metallen/ thewr und werth:

Dieses Steins Vatter ist die Sonn/

Die Mutter aber ist der Mon:

Den Sohn trug in seim Leib der Wind/

Die Erd hat jhn gespeißt fein lind.

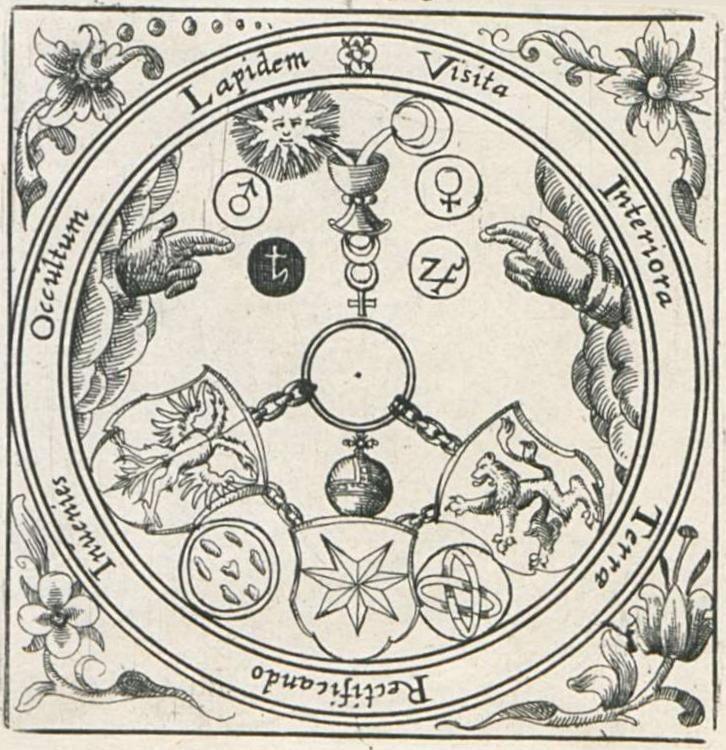
Ikon eines Emblems mit dem vitriol-Akrostichon aus Daniel Stolzens von Stolzenberg Viridarium chymicum (Chymisches Lustgärtlein) von 1624. Lemma und Epigramm, übersetzt von Daniel Meißner von Commenthaw:
Deß Hermetis Smaragden Tafel.
Die Obristn Stück/ spricht Hermes reich/
Die seyn den Vntersten gantz gleich:
Wann jemand wünscht (mit kunst und sterck.)
Zu vollbringen solch Wunderwerck.
Die hrumblauffend Planeten schön
Siht man am hohen Himmel stehn:
Diesen ist auch gar gleich die Erd
Mit jhrn Metallen/ thewr und werth:
Dieses Steins Vatter ist die Sonn/
Die Mutter aber ist der Mon:
Den Sohn trug in seim Leib der Wind/
Die Erd hat jhn gespeißt fein lind.

Vitriol war in der hermetischen Alchemie ein beliebter Stoff; er fand beispielsweise Verwendung in der Waffensalbe oder im Pasilalinisch-sympathetischen Kompass.
Vitriolum ergibt sich als Akronym aus den Anfangsbuchstaben eines Mottos der Alchemie, das erstmals in der dem Alchemisten Basilius Valentinus zugeschriebenen Schrift L’Azoth des philosophes erscheint: Visita interiora terrae, rectificando invenies occultum lapidem, veram medicinam, „Betrachte, was im Inneren der Erde liegt: indem du es läuterst, wirst du einen zuvor verborgenen Stein erhalten, (das wahre Heilmittel).“ Dieser Satz spielt auf die Gewinnung des Kupfervitriols an; unter vera medicina ist der Ehrenpreis zu verstehen, und zwar als Chiffre für das Chalkanthit: einerseits, weil die Blüte des Ehrenpreises die Farbe von Kupfervitriol hat, anderseits, weil dieses Mineral ehemals auch flos cupri – ‚Kupferblüte‘ (wörtlich auch als ‚Kupferblume‘ zu übersetzen) genannt wurde.
Im Dunstkreise der Rosenkreuzer und der Freimaurerei wurde dieser Merksatz – unter Auslassung von veram medicinam – zu einem Satz der mystischen Kontemplation und der Vitriol als Chiffre für den Stein der Weisen umgedeutet; Das Akronym VITRIOL findet sich auch an der Wand der freimaurerischen Dunklen Kammer.

## Bekannte Vitriolbergwerke
- „Goldene Adlerhütte“ in Wirsberg bei Kulmbach
- „Grube Anna-Elisabeth“ in Schriesheim bei Heidelberg
- Vitriolbergwerk in Thalebra bei Sondershausen / Thüringen
- Kohlen- und Vitriolbergwerk bei Löwenstein
- heutiges Schaubergwerk „Morassina“ bei Schmiedefeld im Thüringer Schiefergebirge.
- Vitriolbergwerk in Gersbach (Schopfheim)
- Vitriolbergwerk Rodenfeld[23], Vitriolwerk in Eppenhausen und Pöthen bei Schwelm
- Das alte Bergwerk auf dem Silberberg bei Bodenmais, Bayerischer Wald
- Rammelsberg bei Goslar (Eisenvitriol, Kupfervitriol, Zinkvitriol) im Harz
- heutiges Schaubergwerk Feengrotten in Saalfeld/Saale am Rande des Thüringer Schiefergebirges[24]

## Bekannte Vitriol-Hütten in Deutschland
- Bockau (Westerzgebirge): Vitriolhütte und Vitriolölhütte Bockau
- Bodenmais (Bayerischer Wald): Vitriolhütte und Vitriolölhütte Bodenmais (1787–1829)
- Goslar Rammelsberg: „Victril Haus“ Goslar